# Montgenèvrepas
De Montgenèvrepas (Italiaans: Colle del Monginevro / Frans: Col de Montgenèvre) is een ruim 1850 meter hoge bergpas in de Cottische Alpen.
De pasweg vormt de verbinding tussen het Italiaanse Cesana Torinese (Piëmont) en het Franse Briançon. Het is, samen met de nabijgelegen Col de l'Échelle, de laagste Alpenovergang in de Westelijke Alpen. In zuidelijke richting zijn enkel de Colle della Maddalena (1996 m) en de Tendapas (1871 m) van vergelijkbare hoogte. In noordelijke en oostelijke richting moet men tot de Reschenpas gaan vooraleer men een lagere pashoogte over de hoofdkam van de Alpen tegenkomt. De Montgenèvrepas genoot altijd de voorkeur op de Col de l'Échelle omdat deze in een meer rechte lijn tussen het dal van de Durance (Briançon) en Turijn (Susa) ligt.
Westwaarts kan via de hogere Col du Lautaret (2057 m) en het smalle dal van de Romanche Grenoble bereikt worden; via het dal van de Durance (zuidwaarts) bereikt men de departementshoofdplaats Gap. Vanuit Gap kan via Veynes en Nyons relatief gemakkelijk de Rhônevallei bereikt worden (Orange, Avignon en Montpellier). Via het dal van de Durance bereikt men via Sisteron Aix-en-Provence en Marseille. Voor het laatste traject werd aan het einde van de twintigste eeuw de A51 aangelegd.
De drukbereden weg wordt ook gedurende de winter voor het verkeer open gehouden. Aan beide zijden van de grens verkeert de weg in goede staat en is deze goed uitgebouwd. Op de pashoogte ligt de Franse wintersportplaats Montgenèvre waarnaar de pas vernoemd is.

## Militaire geschiedenis
Verschillende legers maakten gebruik van de lage pas om onder de sneeuwgrens op te rukken. Waarschijnlijk trok Hannibal Barkas in oktober 218 v.Chr. langs hier richting Italië, met enkele tienduizenden manschappen en 27 olifanten. In omgekeerde richting passeerde Pompeius in 77 v.Chr. op zijn Spaanse campagne tegen de opstandige generaal Sertorius. Een tweetal decennia later trokken de legioenen van Julius Caesar langs de Mongenèvrepas op tegen de Galliërs.
Later leidde Karel VIII van Frankrijk zijn troepen over de pas om het koninkrijk Napels aan te vallen (september 1494), het begin van de langdurige Italiaanse oorlogen.

## Wielersport
De Col de Montgenèvre geniet ook enige bekendheid dankzij de wielersport. De Col de Montgenèvre is meermaals opgenomen in het parcours van de Ronde van Frankrijk.
Op de top van de Col de Montgenèvre kwamen in de Ronde van Frankrijk als eerste door:
- 1949:  Gino Bartali
- 1952:  Fausto Coppi
- 1956:  Valentin Huot
- 1966:  Julio Jiménez
- 1976:  Joop Zoetemelk
- 1992:  Richard Virenque
- 1996:  Bjarne Riis
- 1996:  Richard Virenque
- 1999:  Richard Virenque
- 2011:  Sylvain Chavanel
- 2024:  Stephen Williams

## Voetnoten
1. ↑  Peter Connolly, Hannibal and the Enemies of Rome, 1978, ISBN 9780382069116; Greece and Rome at War, 2006, ISBN 9781848329416
2. ↑  Francesco Guicciardini, Storia d'Italia, boek 1, hoofdstuk 9

Agnello · Aprica · Assietta · Baremone · Brenner · Brocon · Cadibona · Capannelle · Campolongo · Costalunga · Croce Dominii · Cuvignone · Duran · Esischie · Falzarego · Fauniera · Fedaia · Finestre · Forcola di Livigno · Foscagno · Gardena · Gavia · Giau · Giogo di Bala · Grote Sint-Bernhard · Jaufen · Joux · Kleine Sint-Bernhard · Lavaze · Leonessa · Lombarda · Maddalena · Manghen · Maniva · Mendel · Montgenèvre · Mont-Cenis · Monte Cristo · Mortirolo · Nigra · Nivolet · Penser Joch · Platigliolepas · Pfitscherjoch · Plöcken · Pordoi · Pratoriscio · Predil · Presolana · Reschen · Rolle · Sampeyre · San Carlo · San Marco · San Pellegrino · San Zeno · Scale · Sella · Sestriere · Sommeiller · Splügen · Staller Sattel · Staulanza · Stelvio · Tenda · Timmelsjoch · Tonale · Tre Croci · Tremalzo · Umbrail · Val Bighera · Valcavera · Valles · Valparola · Via del Sale · Vivione · Würz